# The Jordans
The Jordans foi um grupo instrumental brasileiro, integrante da onda de conjuntos de rock instrumental surgidos entre 1958 e 1964. É considerado um dos grupos "que detêm mais história no rock deste país".

## História
Com o nome inspirado em The Jordanaries, banda que acompanhou Elvis Presley nos primórdios, o grupo começou a carreira em janeiro de 1958 no bairro da Mooca, na cidade de São Paulo, Brasil. Os amigos Aladdin (o guitarrista Romeu Mantovani Sobrinho), Sival (Olímpio Sinval Drago, também guitarrista), e o baterista Tiguês criaram o grupo Three Players. Tiguês daria lugar a Foguinho (Valdemar Botelho Jr.), e em 1961, já com o nome The Jordans, sairia o compacto "A Vida Sorri Assim", gravado com sua formação clássica: Aladdin, Sival, Foguinho, Tony (José de Andrade, baixista), o saxofonista Irupê e o guitarrista Mingo — que depois sairia da banda para formar o The Clevers, embrião de Os Incríveis.
O primeiro compacto dos Jordans, "Bouddha", foi lançado em 1961, apenas sete anos após o primeiro single de Elvis Presley ("That's All Right Mama") e antes mesmo das estreias dos Beatles ("Love Me Do", em 1962) e dos Rolling Stones ("Come On", de 1963).
O LP "Suspense", lançado no final de 1961, tinha a canção "Blue Star", que permaneceu por mais de seis meses no topo das paradas de sucesso. Graças ao hit, o grupo passou a frequentar programas de auditório como Ritmos da Juventude, da rádio Nacional, Whiskey a Go Go, na TV Excelsior e os programas da TV Record, que inclui Astros do Disco, Show do Dia 7 e Jovem Guarda, no qual se apresentou até 1967 inclusive como banda de apoio de Roberto Carlos.
Numa turnê pela Europa em 1967, os Jordans ficaram presos, por 20 minutos, num estúdio com os Beatles. Nessa ocasião, John Lennon aproveitou pra ficar com cinco LPs do grupo, que teria ensinado Ringo Starr a tocar bossa nova na bateria.
Em 1972 o grupo se desfez, cada um seguindo seu caminho fora da música. Voltariam a se encontrar 20 anos depois na coletânea 35 Anos de Rock Instrumental.
Esporadicamente, o grupo se reúne para apresentar antigos sucessos em eventos especiais. Em 2015, eles se apresentaram na Virada Cultural São Paulo; em 2016, foi a vez do programa Eternamente Jovem, da rádio Difusora AM de Alagoas.

## Formação
- Ziquito - João Salvador Galati (??/05/1942-14/10/2011).
- Aladdin - Romeu Mantovani Sobrinho.
- Sinval - Olimpio Sinval Drago.
- Tony - José de Andrade.
- Irupê - Irupê Teixeira Rodrigues.
- Foguinho - Waldemar Botelho Júnior.